# Schwindung

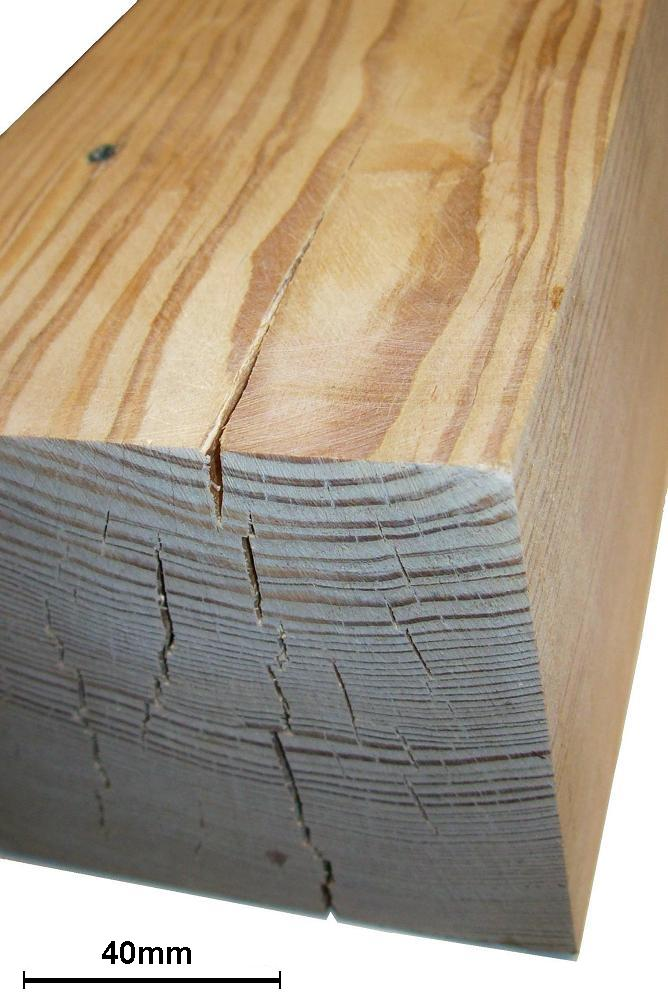
Schwindungsrisse in Holz

Schwindung ist die Volumenverringerung eines Materials oder Werkstückes, ohne dass Material entfernt oder Druck ausgeübt wird. In manchen Zusammenhängen spricht man auch von Kontraktion. Schwindung erfolgt durch Trocknung, Abkühlung oder chemische bzw. physikalische Umbauprozesse im Material. Ebenso wie Schwindung durch Abkühlung ist die Schwindung durch Trocknung oft reversibel (umkehrbar), das Material kann also auch wieder quellen.

Wenn sich ein dreidimensionaler Hohlkörper wie ein Luftballon, ein Fahrradschlauch oder auch ein Schrumpfschlauch verkleinert, ohne dass sich dabei das Volumen des Rohmaterials verringert, wird dies demgegenüber als Schrumpfung bezeichnet. Beide Vorgänge führen zum mechanischen Verzug eines Werkstücks.
Eine Kenngröße für die Schwindung ist das Schwindmaß bei Holz sowie beim Metallguss.
Je nach Materialstruktur kann Schwindung auch anisotrop, also in verschiedenen Richtungen unterschiedlich groß sein (z. B. Holz während der Trocknung).
Ist die Schwindung inhomogen, also ungleichmäßig an verschiedenen Stellen (z. B. bei Kühlung oder Trocknung von außen nach innen), so entstehen Eigenspannungen im Material. Hierdurch können folgende Effekte hervorgerufen werden:
- Bei nur geringfügig inhomogener Schwindung (keine zu schnelle Abkühlung oder Trocknung) können die Eigenspannungen unkritisch sein und im Falle von isotroper Schwindung im vollständig ausgekühlten oder getrockneten Werkstück auch wieder verschwinden (temporäre Spannungen).
- Wenn die auftretenden Zugspannungen die Zugfestigkeit des Materials übersteigen, so werden diese durch Bildung von Schwindrissen abgebaut, typisch etwa beim Schwinden von Beton. Schwundrisse in Holz sowie in tonigen Böden bezeichnet man auch als Trockenrisse, siehe Trockenriss (Holz) und Trockenriss (Sediment).
- Bei duktilem Material, insbesondere Metall, können Eigenspannungen oberhalb der Streckgrenze ohne Rissbildung abgebaut werden, dies führt jedoch zu latenten Spannungen nach Beendigung des Schwindens und oft zum Verzug des Werkstücks.
- Bei vielen Materialien hängt das Schwindmaß von der Geschwindigkeit der Abkühlung aus dem flüssigen Zustand ab. Bei zu schneller Erstarrung von flüssigem Metall etwa können sich die Atome nicht zu einem Kristallgitter anordnen, wodurch das Material weniger schwindet. Im Inneren des Materials verläuft die Abkühlung hingegen langsamer, so dass Kristallisation und Schwindung dort in gewöhnlichem Maß stattfinden können. Daraus ergeben sich Zugspannungen im Inneren des Materials und Druckspannungen an der Oberfläche. Dieser Effekt wird auch zur Herstellung von Einscheiben-Sicherheitsglas genutzt, das temperatur-, schlag- und stoßfester ist als gewöhnliches Glas.

## Schwindung beim Gießen
Nach dem Gießen verkleinern sich Werkstücke beim Abkühlen aufgrund der Volumenänderung bei der Kristallisation und der Wärmeschrumpfung um einen bestimmten Prozentsatz ihres Volumens, eine Schwindung findet statt. Dieser Wert ist je nach Material verschieden und wird bei der Urformwerkzeugherstellung (Modellbau) bereits mit berücksichtigt (siehe Werte der folgenden Tabelle).
Die Schwindung erfolgt nach Erreichen der Solidustemperatur von Metalllegierungen bis Raumtemperatur. Dabei bestimmt in der Praxis nicht nur das Material, sondern auch dessen Geometrie den exakten Wert der Schwindung (Schwindungsbehinderung). So schwinden z. B. Stahlgussstücke unter praktischen Gießbedingungen in einem Bereich von 1 bis 3 %.
Die Längsschwindung beträgt bei:
| Gusswerkstoff                 | Schwindmaß in % |
| Gusseisen mit Lamellengraphit | 1 % |
| Gusseisen mit Kugelgraphit    | 0,5 % – 1,2 % |
| Weißer Temperguss             | 1,6 % |
| Schwarzer Temperguss          | 0,5 % |
| Aluminium                     | 1,25 % |
| Kupfer                        | 1,9 % |
| Messing, Bronze               | 1,5 % |
| Stahlguss                     | 2 % |
| Kunststoff                    | stark abhängig von Kunststofftyp und Verarbeitungsbedingungen – daher können keine absoluten Werte angegeben werden. Die Schwindung von Kunststoffen ist jedoch meist wesentlich höher als die von Metallen. Zumindest bei teilkristallinen Kunststoffen (PP, PE,..) entsteht die Schwindung durch eine zunehmende Kristallisation, die lokal die Dichte erhöht; das Fehlen des Volumens bei gleicher Gestalt wird dann als Schwindung bezeichnet. Amorphe Kunststoffe wie z. B. Polycarbonat haben eine niedrigere Schwindung von 0,6–0,8 %. |
| Keramik                       | Auch in der Keramik bezeichnet man die Schrumpfung eines Werkstücks als Schwindung. Hierbei unterscheidet man zwischen der Schwindung bei der Trocknung, die durch die Verdunstung von Wasser entsteht, und der Schwindung beim Brand. Die Schwindung kann Werte von über 10 % erreichen. |

Die Gussformen für die Werkstücke müssen je nach vergossenem Material um den Schwindungswert größer gebaut werden, um man am Ende ein passgenaues Werkstück zu erhalten. Im Formenbau werden dafür Messwerkzeuge verwendet, die den Schwundfaktor bereits berücksichtigen. So ist beispielsweise ein Metermaß im Formenbau einer Stahlgießerei 102 cm lang und in 100 Teilstriche à nominell 1 cm (real 1,02 cm) bzw. in 1000 Teilstriche à nominell 1 mm (real 1,02 mm) aufgeteilt.
Definition:
{\displaystyle {\begin{aligned}Schwindung\;bzw.\;Schwindmass&={\frac {L_{F}-L_{Wk}}{L_{F}}}\cdot 100\%\\&=\left(1-{\frac {L_{Wk}}{L_{F}}}\right)\cdot 100\%\end{aligned}}}
mit
- Maß {\displaystyle L_{F}} an der Form
- Maß {\displaystyle L_{Wk}} am kalten Werkstück.

## Schwindung bei Gießharzen
Gießharze sollten beim Aushärten möglichst wenig schwinden, da sonst auf eingegossene Objekte Druckspannungen wirken und auf angrenzende Körper Scherspannungen, die zum Verlust der Haftung führen können. Geraten Magnetkerne unter Druckspannung, so können sich ihre magnetischen Eigenschaften ändern. Um dies zu vermeiden, können sie mit einer elastischen Umhüllung versehen werden.
Die Schwindung der Gußmasse verringert sich, wenn Füllstoffe und Fasern beigemischt werden.

## Sonstiges
Im Gegensatz zu Harzen und Kunststoffen lässt sich Amalgam urformen bzw. umformen, ohne zu schwinden. Zahnfüllungen aus Amalgam fielen darum im Allgemeinen seltener heraus, als Kunststofffüllungen.
Nur wenige Werkstoffe zeigen bei Erstarrung keine Schwindung, sondern gar eine Volumenzunahme. Dazu gehört neben Wasser beispielsweise spezieller Quellmörtel. Normalerweise schwinden Beton und Mörtel. Sie können jedoch durch quellende Zusätze schwindungsfrei oder quellend eingestellt werden.